# Crinoidea
I Crinoidi (Crinoidea Miller, 1821) sono una classe di echinodermi, unica classe del subphylum Crinozoa. La classe comprende 648 specie viventi e oltre 5.000 specie fossili. Sono comunemente noti come gigli di mare o stelle marine piumate.

## Evoluzione

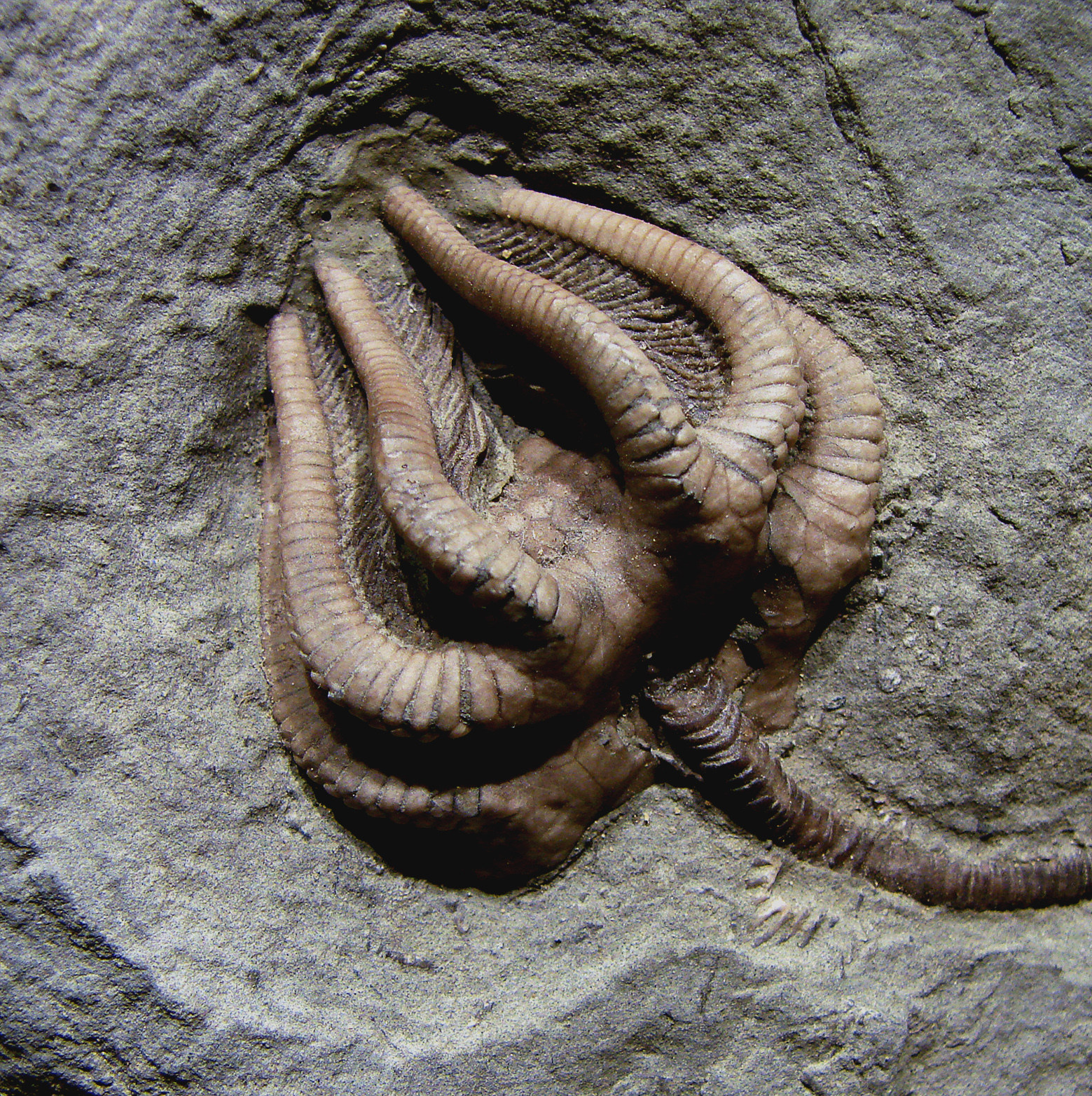
Agaricocrinus americanus

Comparsi nell'Ordoviciano, i crinoidi hanno avuto grande diffusione durante tutto il Paleozoico. Nel sito paleontologico di Cabeço da Ladeira (Portogallo), è stato trovato un crinoide fossile alla fine della sua traccia di locomozione (Krinodromos bentou). Durante il Paleozoico e il Mesozoico sono tra i principali organismi produttori di carbonato, costituendo i calcari a crinoidi o encriniti. Sono state descritte oltre 5000 specie fossili. A partire dalla fine del Permiano, la gran parte delle linee evolutive dei crinoidi (sottoclassi Cladida, Flexibilia, Camerata e Disparida) sono andate incontro ad estinzione di massa, con l'unica eccezione della sottoclasse degli Articulata, a cui appartengono tutte le specie viventi attualmente note.

## Descrizione
Al pari degli altri echinodermi (ricci di mare, stelle marine, etc.) sono organismi bilateri allo stadio larvale, mentre gli adulti presentano una simmetria radiale pentamera e sono dotati di un endoscheletro calcareo.
Le caratteristiche che distinguono i crinoidi da altri echinodermi sono:
- una teca, o calice, che contiene o sostiene i visceri, formata da piccole piastre ossee fuse insieme a forma di tazza; può essere sostenuta da un peduncolo e possedere vari organi di fissazione al substrato, definitivi o temporanei;
- cinque braccia flessibili, di solito ramificate e a forma di piuma;
- bocca e ano situati entrambi sulla superficie orale, che è rivolta verso l'alto.

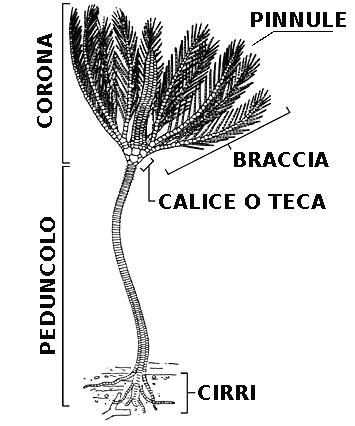

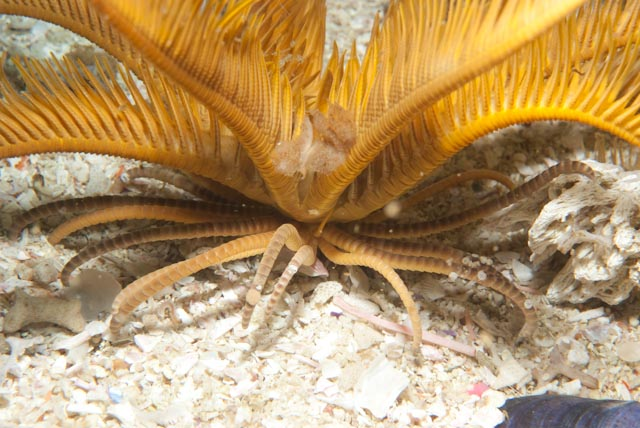
Dettaglio dei cirri di un crinoide comatulide

### Adulto

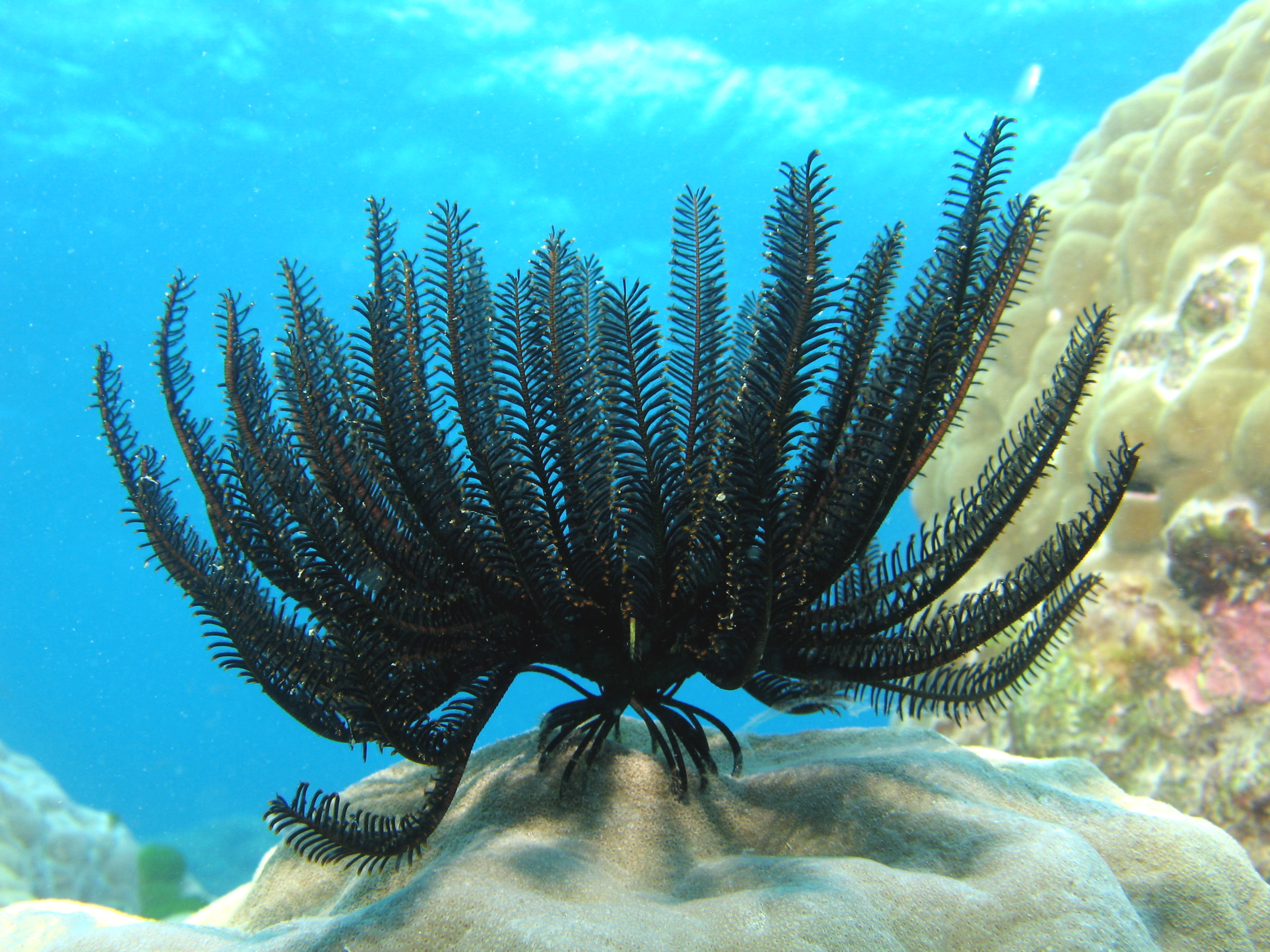
Un crinoide dell'ordine Comatulida

Nella struttura di ogni crinoide si riconoscono tre parti ben distinte: il peduncolo, il calice e le braccia, usualmente in numero di cinque, a simmetria radiata. Il calice e le braccia insieme formano la corona.
Il peduncolo, detto anche columna, è una struttura segmentaria, formata da articoli o piastre colonnali; le singole piastre, composte di calcite, possono avere, a seconda della specie, sezione circolare, quadrata, ellittica, pentagonale o stellata, con superficie liscia o percorsa da striature radiali. In alcune specie il peduncolo porta, nella porzione aborale, delle appendici chiamate cirri, anch'esse munite di articoli mineralizzati, con i quali l'animale si fissa al substrato. La porzione ove il peduncolo prende contatto con il substrato prende il nome di capsula. In molte specie (Comatulida) il peduncolo è atrofizzato e i cirri si dipartono direttamente dalla base del calice.
Il calice, detto anche teca, presenta una forma simile ad una coppa e contiene al suo interno gli organi vitali; è composto da una serie di piastre ossee pentagonali, rigide o articolate, e da una membrana (tegmen o disco), talvolta calcificata, sulla quale si trovano la bocca e l'ano. 
Al calice sono attaccate cinque braccia, che a loro volta si biforcano per formare 10 o più appendici, frequentemente molto ramificate, dotate di pinnule cave. Braccia e pinnule presentano piccole piastre brachiali, disposte in serie semplici o doppie. Le pinnule prossimali o pinnule orali (vicine alla bocca) sono molto più grandi delle altre e sono dotate di podia, estroflessioni munite di papille sensoriali; man mano che ci si sposta verso la porzione distale delle braccia le pinnule vanno rimpicciolendo.

### Larva
La larva  dei crinoidi è detta vitellaria o doliolaria. Nella prima fase del loro sviluppo le larve nuotano libere nel plancton, per poi ancorarsi con un peduncolo al substrato, divenendo bentoniche.

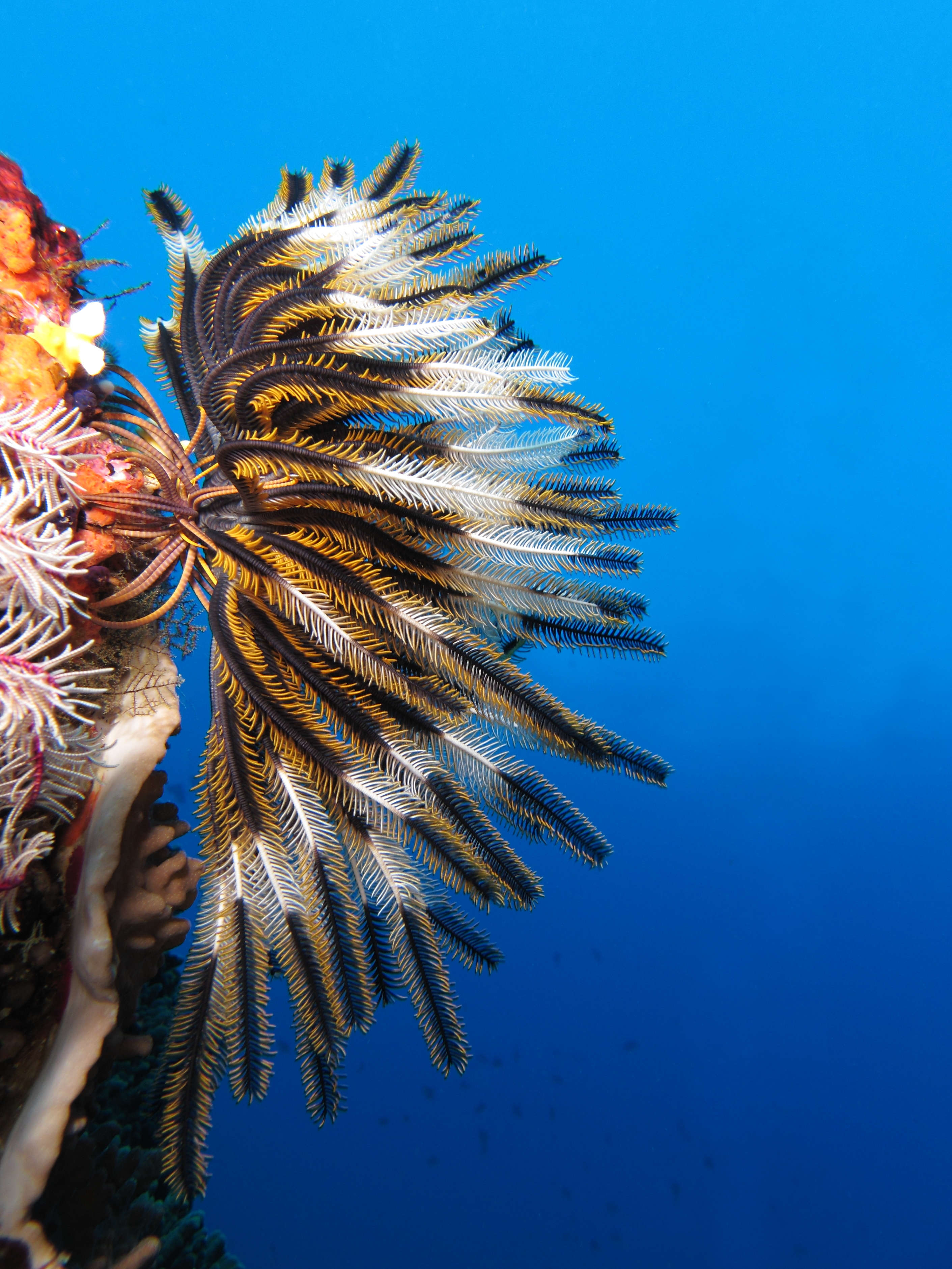
Un crinoide sul reef di Batu Moncho (isole Komodo)

## Biologia
Sono organismi bentonici; la maggior parte delle specie (Comatulidi), pur vivendo sempre a stretto contatto con il fondale, hanno la facoltà di spostarsi liberamente, nonostante gli spostamenti siano al massimo di pochi metri; alcune specie invece (p.es. gli Isocrinidi) sono strettamente ancorate al fondale; alcuni di esse (Endoxocrinus spp., Neocrinus spp.) se minacciate, possono troncare il peduncolo e riacquistare temporaneamente mobilità, utilizzando le braccia come propulsori.

### Alimentazione
Sono organismi filtratori passivi, che si nutrono di una varietà di protisti (actinopodi, diatomee e altre alghe unicellulari, foraminiferi), larve di invertebrati, piccoli crostacei e detriti organici. Le particelle di nutrienti vengono catturate dalle braccia ramificate, ricoperte di secrezioni mucose, e sospinte verso la bocca.

### Riproduzione
Sono animali gonocorici, cioè a sessi separati. I gameti sono prodotti da pinnule specializzate situate alla base delle braccia, e la fecondazione è esterna, cioè i gameti vengono liberati nell'acqua. Dopo la fecondazione le uova sono conservate alla base delle pinnule, sino alla schiusa.

### Predatori
Tra i potenziali predatori dei crinoidi vi sono i pesci di almeno nove famiglie differenti: Lutjanidae, Ephippidae, Chaetodontidae, Labridae, Monacanthidae, Tetraodontidae, Notacanthidae, Balistidae e Sparidae. Tra le specie che si cibano preferenzialmente di crinoidi vi sono l'orata (Sparus aurata) e il pesce balestra pagliaccio (Balistoides conspicillum). Nella maggior parte dei casi la predazione non è letale e si risolve nella amputazione, parziale o totale, di alcune braccia, che sono in grado di autorigenerarsi. In molte specie di crinoidi è stata documentata la capacità di difendersi dalle aggressioni con l'autotomia.

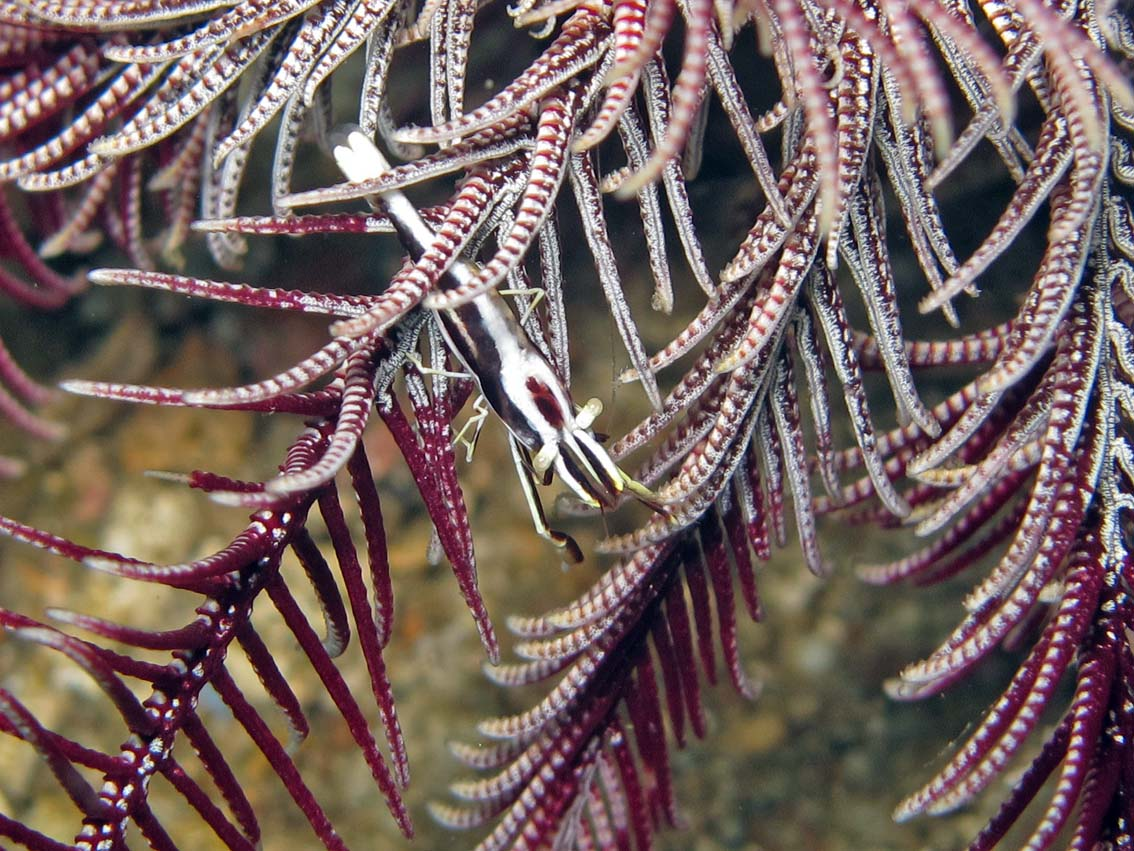
Gamberetto palemonide su crinoide

### Simbionti
I crinoidi contraggono rapporti di simbiosi o commensalismo con diverse specie di piccoli crostacei tra cui i gamberetti della famiglia Palaemonidae (Ancylomenes spp., Crinotonia spp., Laomenes spp., Periclimenes spp.) e il granchio crinoideo del Mar Rosso (Tiaramedon spinosum - Pilumnidae).

## Distribuzione e habitat
I crinoidi sono presenti in tutti i mari del mondo, eccetto il mar Nero e il mar Baltico. La maggiore biodiversità si osserva nel bacino dell'Indo-Pacifico. Nel mar Mediterraneo sono presenti diverse specie, la più comune è il giglio di mare (Antedon mediterranea).
Popolano le barriere coralline e i fondali rocciosi, dalla zona intertidale alle profondità abissali.

## Tassonomia

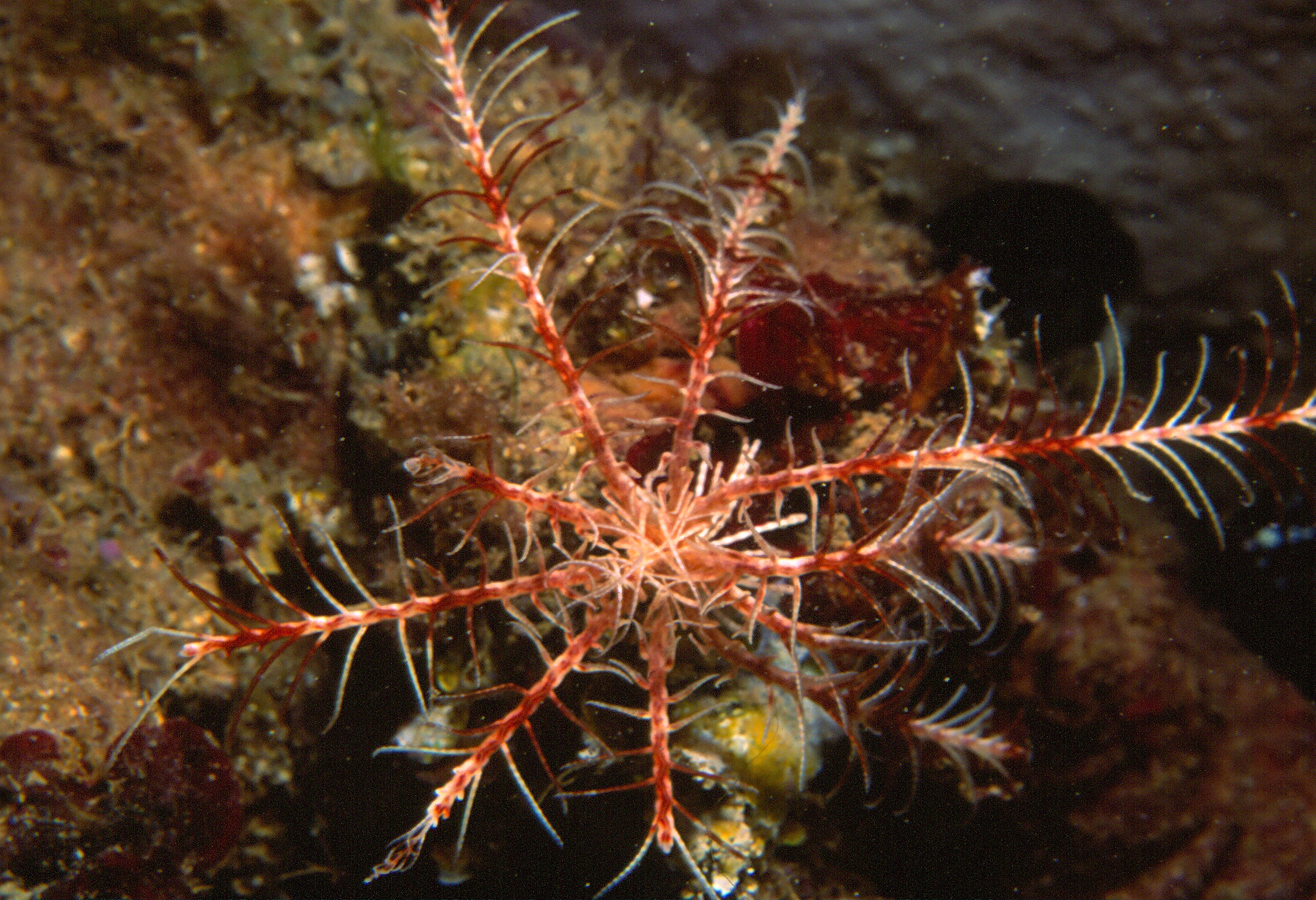
Antedon mediterranea
(Antedonidae)

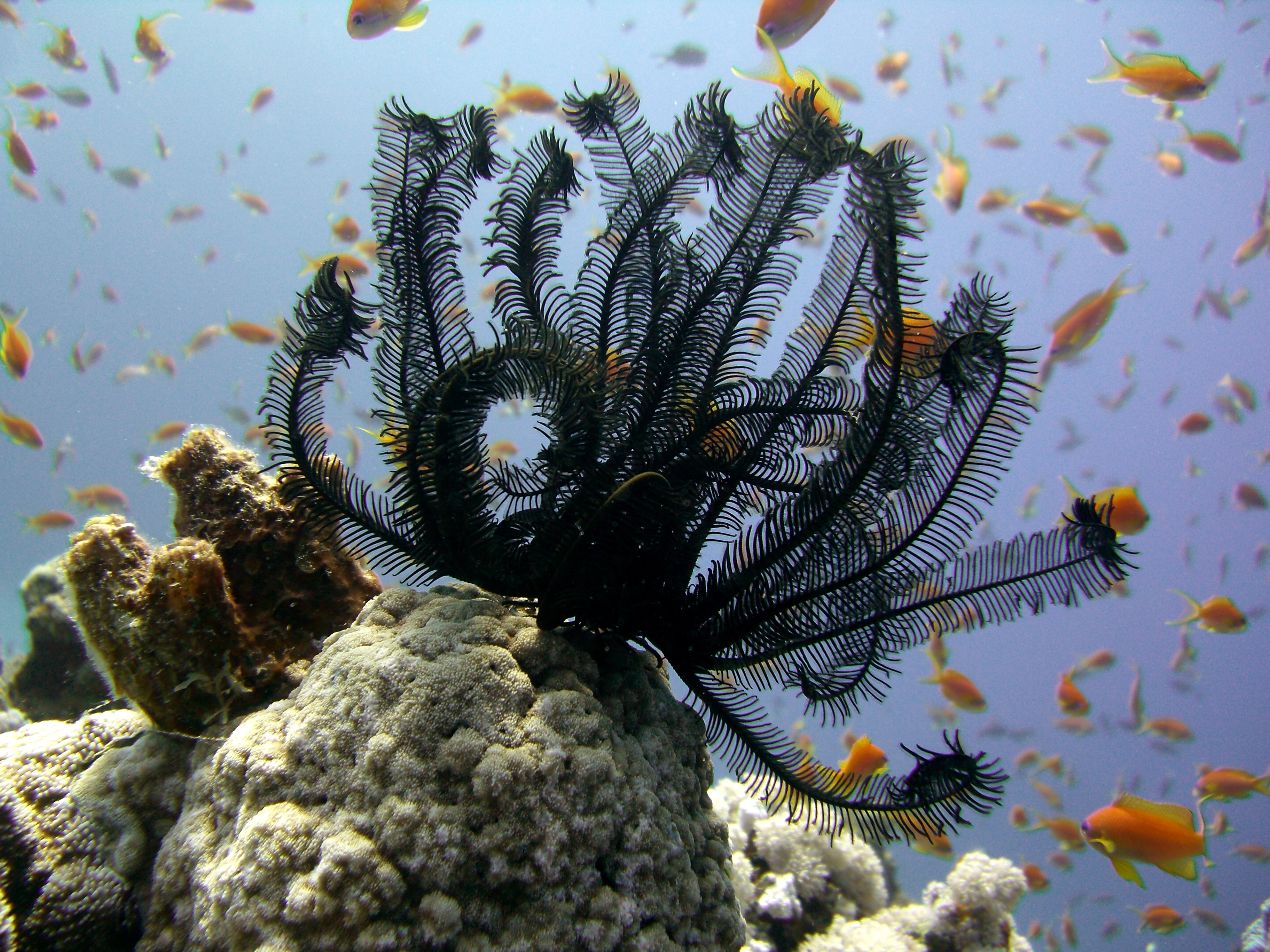
Comaster schlegelii
(Comatulidae)

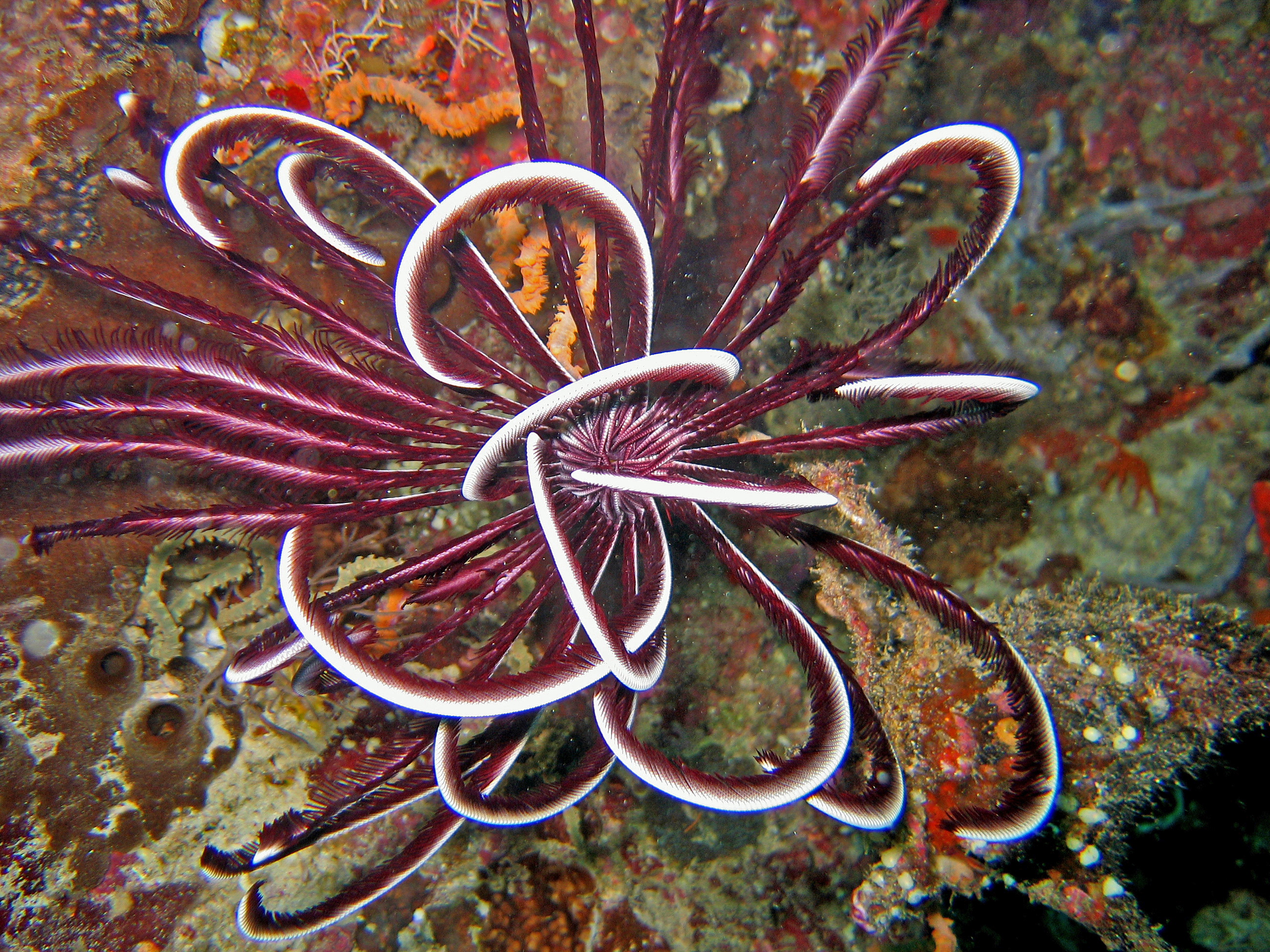
Cenometra bella
(Colobometridae)

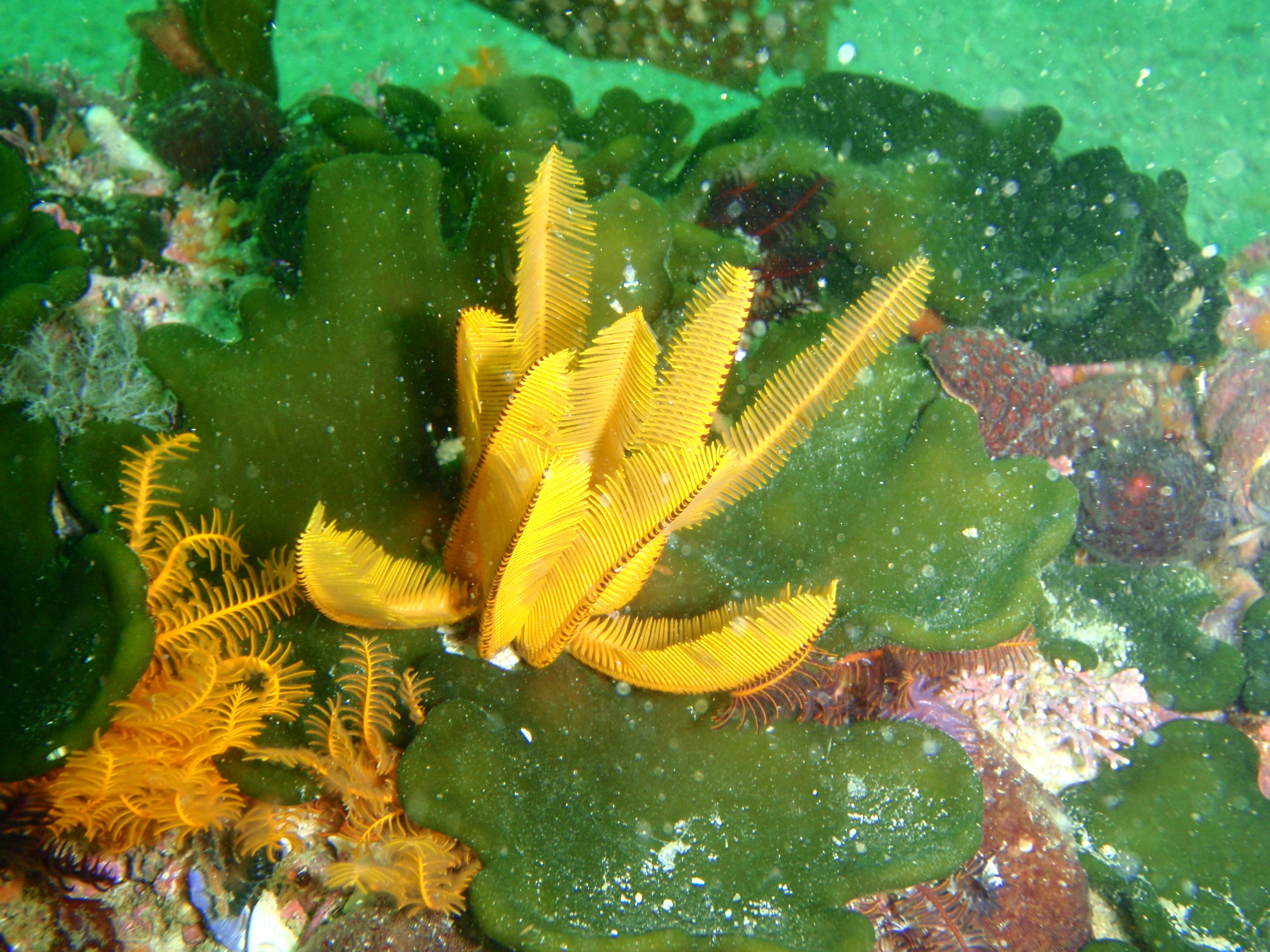
Tropiometra carinata
(Tropiometridae)

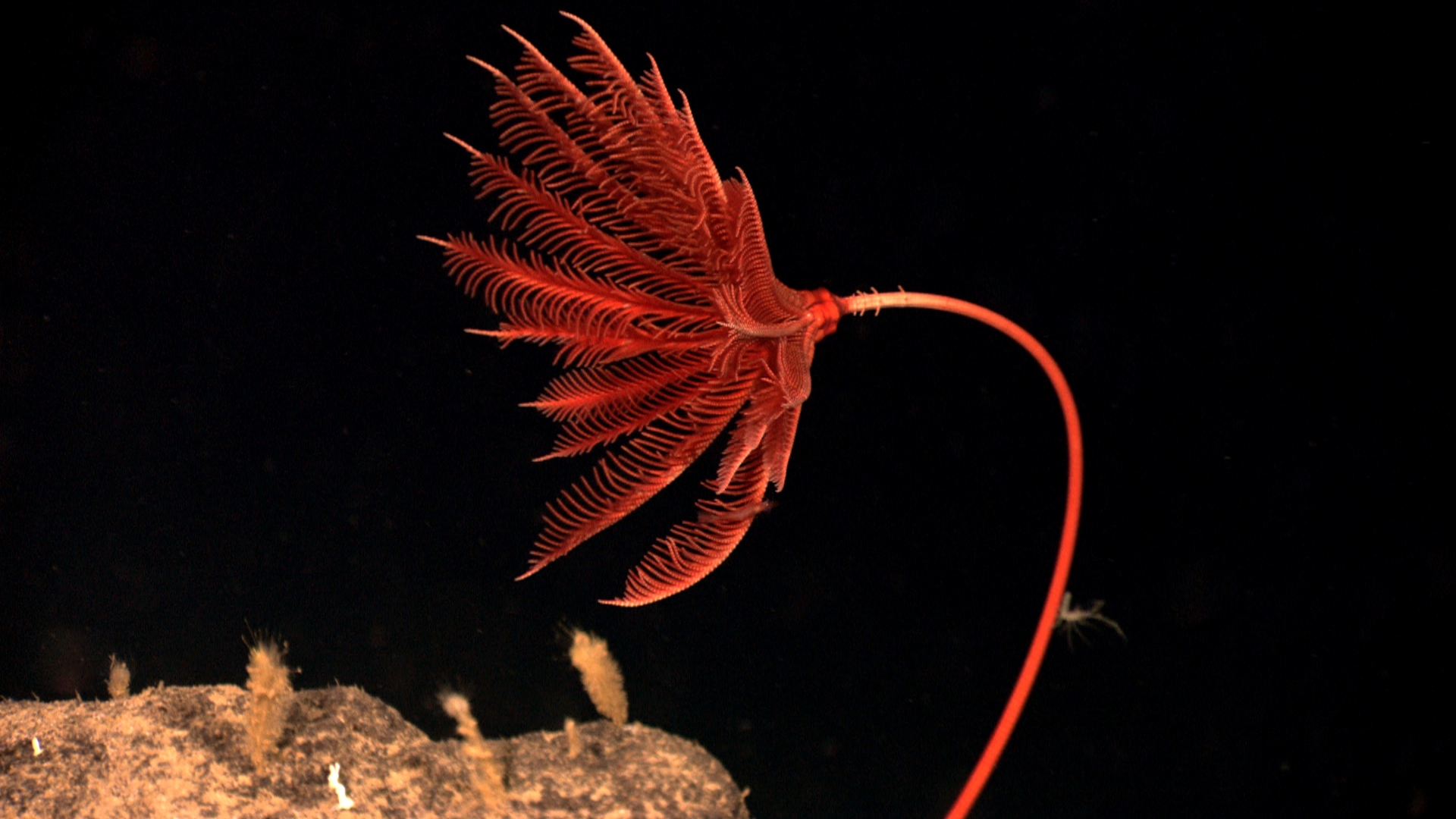
Proisocrinus ruberrimus
(Proisocrinidae)

La classe comprende 648 specie viventi, tutte appartenenti alla sottoclasse Articulata, suddivise nei seguenti ordini e famiglie:
- ordine Comatulida (596 specie)
  - superfamiglia Antedonoidea Norman, 1865
    - Antedonidae Norman, 1865
    - Pentametrocrinidae A.H.Clark, 1908
    - Zenometridae A.H.Clark, 1909

  - superfamiglia Atelecrinoidea Bather, 1899
    - Atelecrinidae Bather, 1899

  - superfamiglia Comatuloidea Fleming, 1828
    - Comatulidae Fleming, 1828

  - superfamiglia Himerometroidea AH Clark, 1908
    - Colobometridae A.H.Clark, 1909
    - Himerometridae A.H.Clark, 1907
    - Mariametridae A.H.Clark, 1909
    - Zygometridae A.H.Clark, 1908

  - superfamiglia Notocrinoidea Mortensen, 1918
    - Aporometridae H.L. Clark, 1938
    - Notocrinidae Mortensen, 1918

  - superfamiglia Paracomatuloidea Hess, 1951 †
    - Paracomatulidae Hess, 1950 †

  - superfamiglia Tropiometroidea A.H.Clark, 1908
    - Asterometridae Gislén, 1924
    - Calometridae A.H.Clark, 1911
    - Charitometridae A.H.Clark, 1909
    - Ptilometridae A.H.Clark, 1914
    - Thalassometridae A.H.Clark, 1908
    - Tropiometridae A.H.Clark, 1908

  - Comatulida incertae sedis
    - Atopocrinidae A.H.Clark, 1912
    - Bathycrinidae Bather, 1899
    - Bourgueticrinidae Loriol, 1882
    - Eudiocrinidae A.H.Clark, 1907
    - Guillecrinidae Mironov & Sorokina, 1998
    - Phrynocrinidae A.H.Clark, 1907
    - Septocrinidae Mironov, 2000

- ordine Cyrtocrinida (7 spp.)
  - sottordine Cyrtocrinina
    - Sclerocrinidae Jaekel, 1918

  - sottordine Holopodina
    - Eudesicrinidae Bather, 1899
    - Holopodidae Zittel, 1879
- ordine Encrinida †
  - Encrinidae Dujardin & Hupe, 1862 †
- ordine Hyocrinida (22 spp.)
  - Hyocrinidae Carpenter, 1884
- ordine Isocrinida (23 spp.)
  - sottordine Isocrinina
    - Cainocrinidae Simms, 1988
    - Isocrinidae Gislén, 1924
    - Isselicrinidae Klikushkin, 1977
    - Proisocrinidae Rasmussen, 1978

  - sottordine Pentacrinitina †
    - Pentacrinitidae Gray, 1842 †

Sono note allo stato fossile anche le seguenti sottoclassi:
- sottoclasse Cladida †
- sottoclasse Flexibilia †
- sottoclasse Camerata †
- sottoclasse Disparida †

Alcuni generi fossili
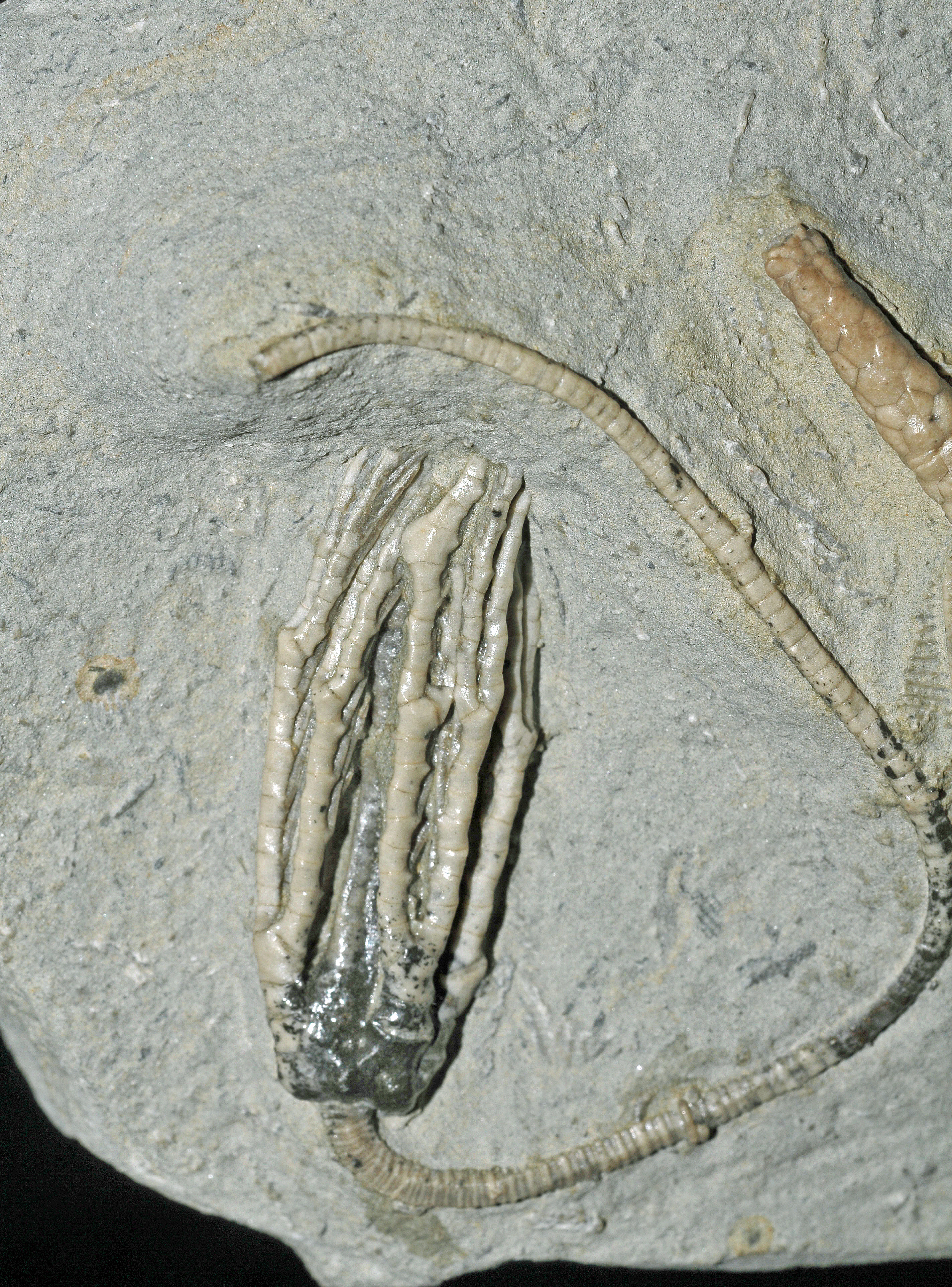
Abrotocrinus sp. (Cladida)
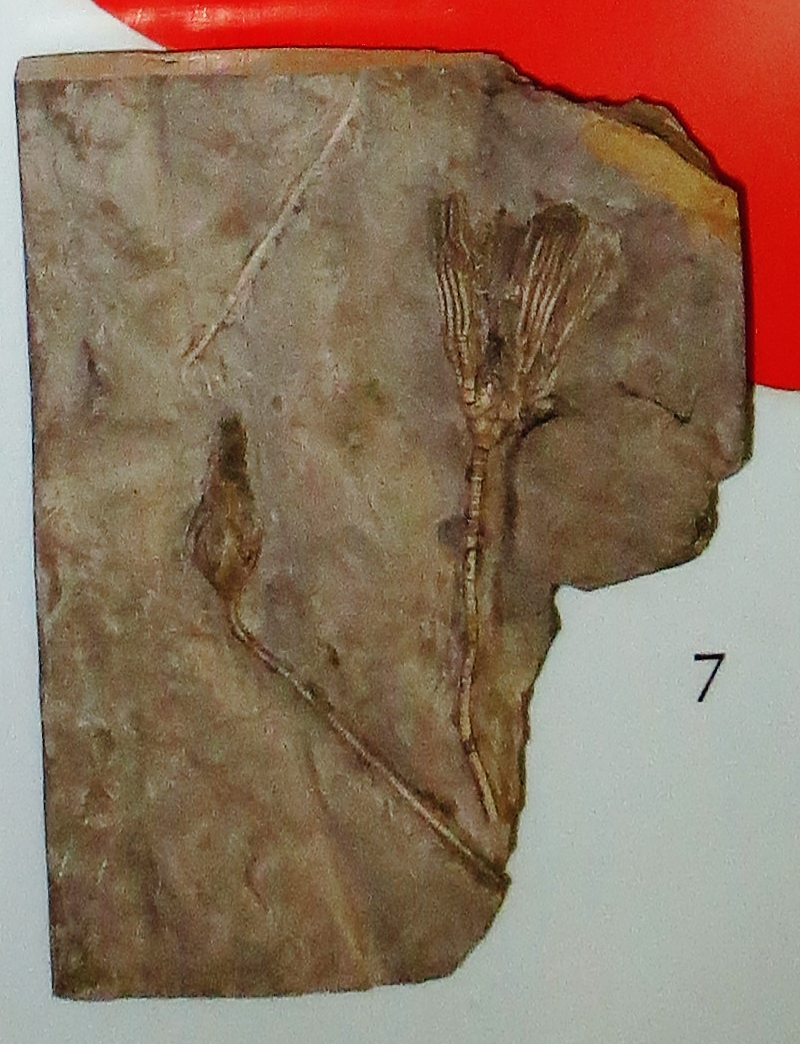
Hypselocrinus sp. (Cladida)
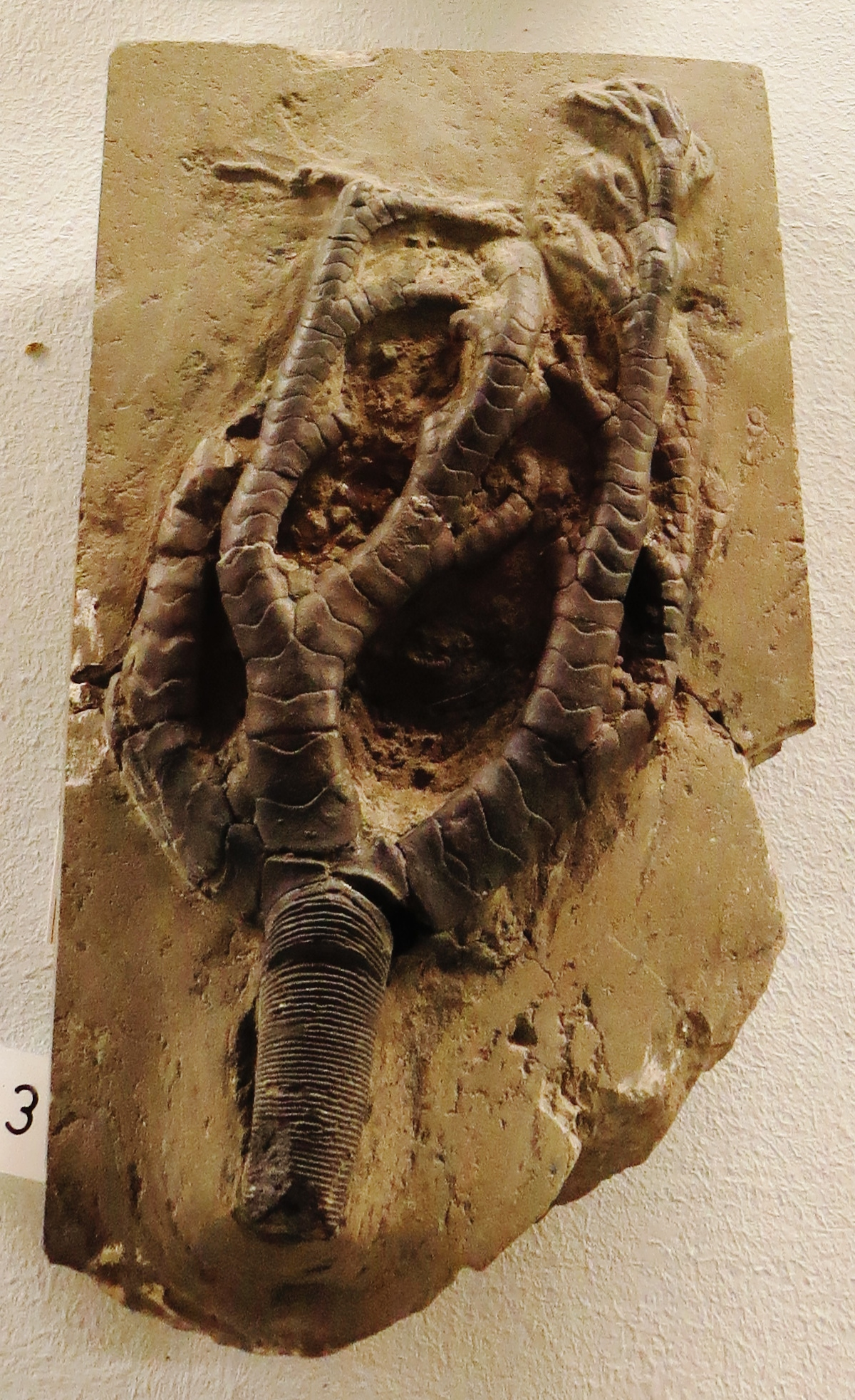
Onychocrinus sp. (Flexibilia)
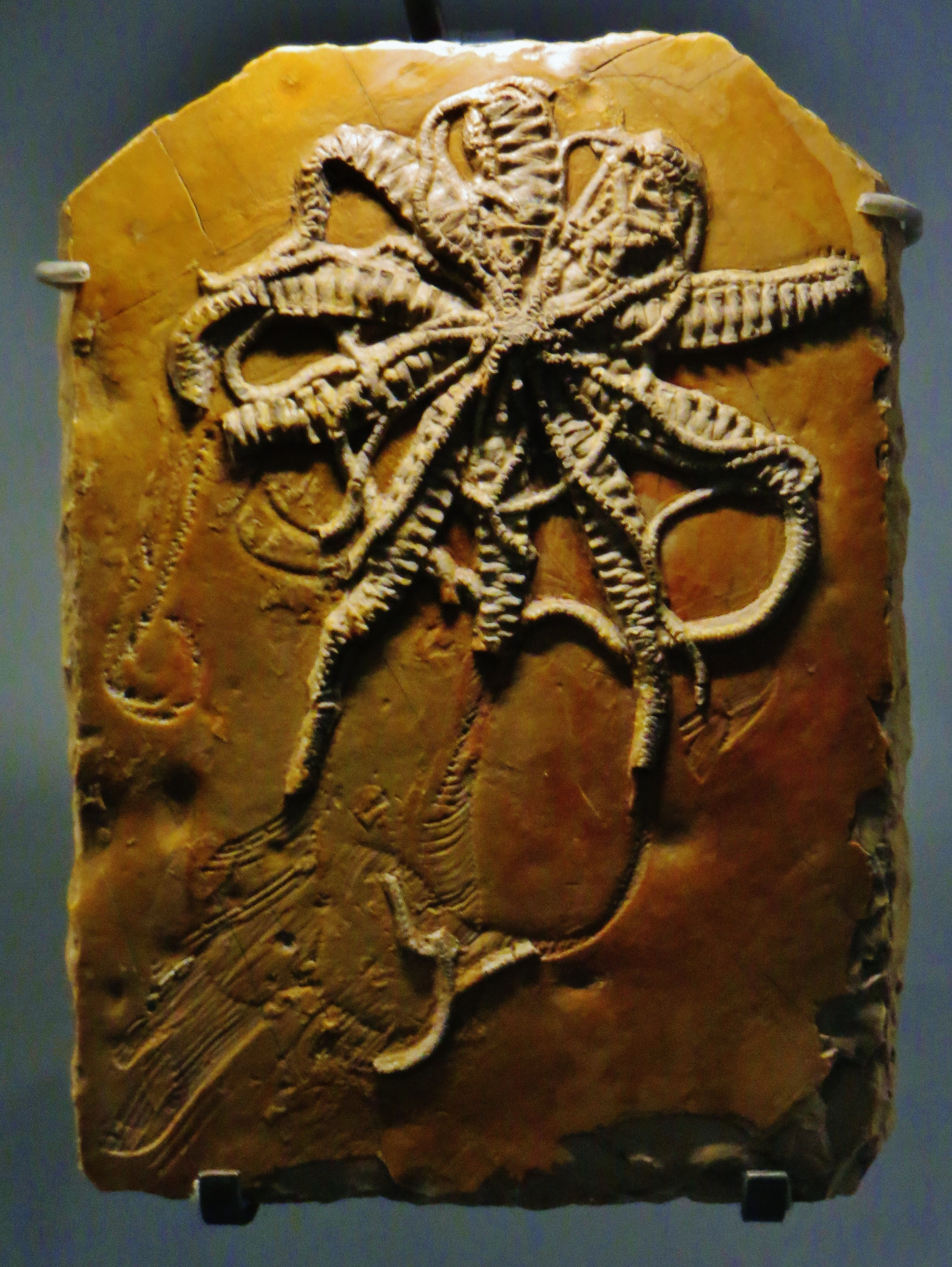
Solanocrinites sp. (Comatulida)
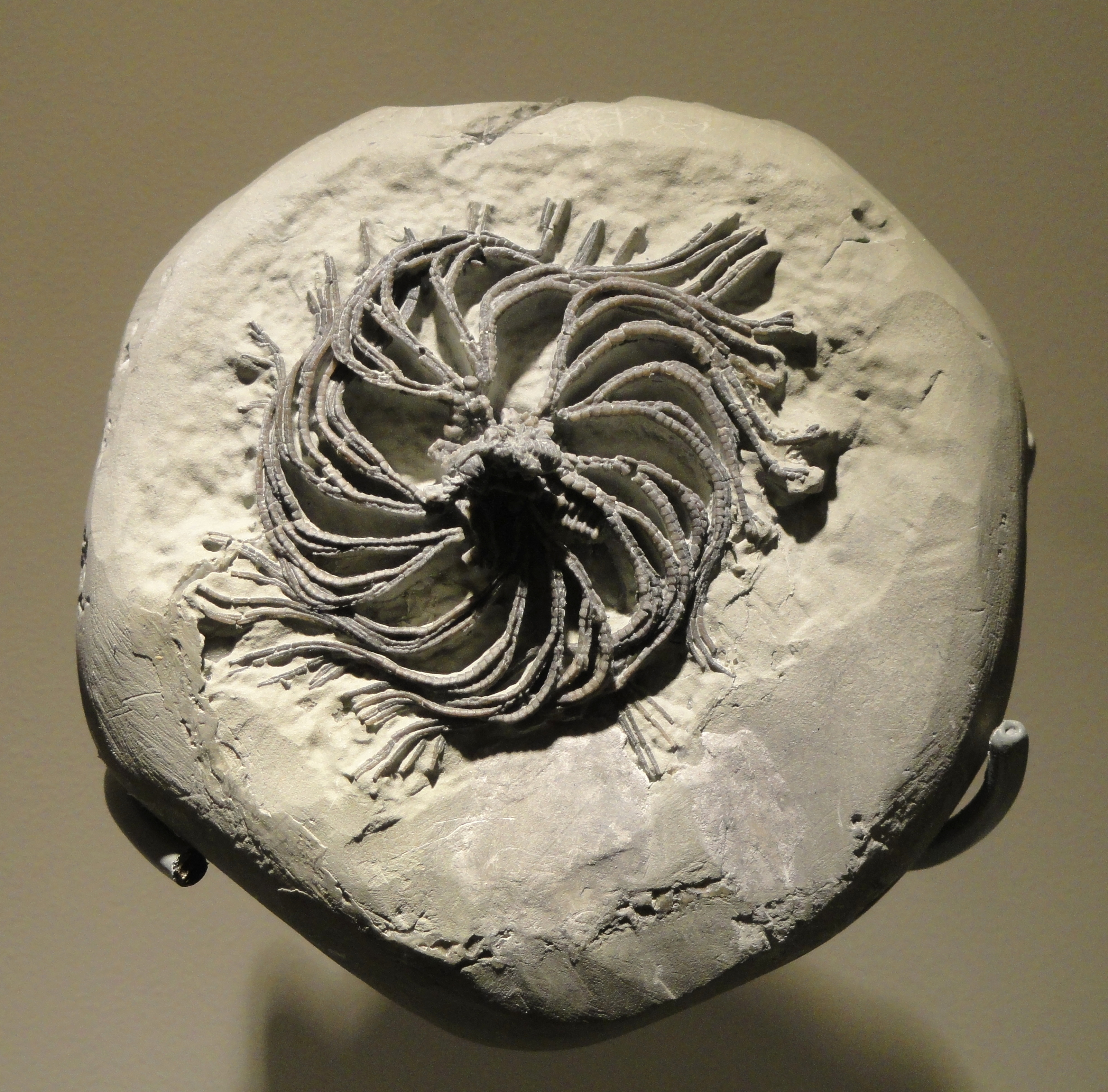
Iocrinus sp. (Disparida)
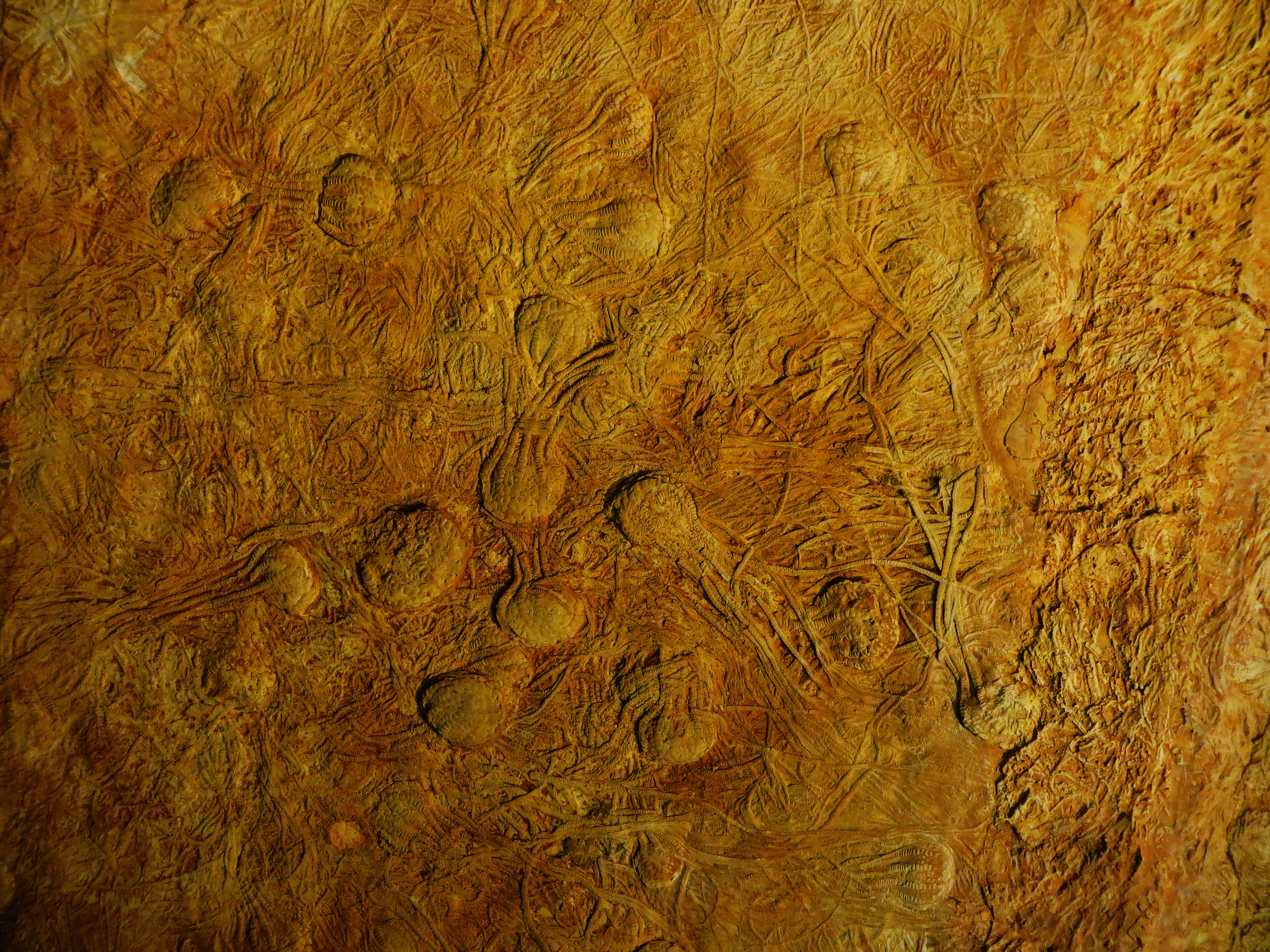
Uintacrinus sp. (incertae sedis)